# حيرام خامسا ويلسون
حيرام خامسا ويلسون (بالإنجليزية: Hiram V. Willson)‏ (و. – 1866 م) هو محام، وقاض من الولايات المتحدة الأمريكية .
وهو عضو في الحزب الديمقراطي الأمريكي .

## التعليم
تعلم في كلية هاميلتون.